# Övre Hiren
Övre Hiren är en sjö i Katrineholms kommun i Södermanland och ingår i Nyköpingsåns huvudavrinningsområde. Sjöns area är 0,073 kvadratkilometer och den befinner sig 68 meter över havet.